# Lusail Stadium
Lusail Stadium – stadion piłkarski w Lusajlu, w Katarze. Został wybudowany w latach 2017–2021. Obiekt może pomieścić 86 000 widzów. Stadion był największą z aren piłkarskich Mistrzostw Świata 2022.
Prace przygotowawcze do budowy największego stadionu Mistrzostw Świata 2022 rozpoczęto w 2015 roku, a właściwe prace ruszyły w roku 2017. 20 listopada 2021 roku poinformowano o ukończeniu budowy. Obiekt powstał na planie zbliżonym do koła. Arena ma typowo piłkarski układ, z trybunami umieszczonymi tuż za liniami końcowymi boiska. Wysokie, dwupiętrowe trybuny stadionu otaczają boisko ze wszystkich stron i mieszczą 86 000 widzów. Trybuny przykrywa membranowy dach, a z zewnątrz stadion okrywa złota fasada. Podczas Mistrzostw Świata 2022 na obiekcie rozegrano sześć spotkań fazy grupowej, jeden mecz 1/8 finału, jeden ćwierćfinał, jeden półfinał oraz finał turnieju.